# Leonardo De Lucca
Leonardo De Lucca est un entraîneur uruguayen de football, qui est connu pour avoir remporté la Copa América 1923. 

## Palmarès
- Vainqueur du Championnat sud-américain 1923 avec l'équipe d'Uruguay
- Champion d'Uruguay en 1932 avec le CA Peñarol